# Elgaria cedrosensis
Elgaria cedrosensis là một loài thằn lằn trong họ Anguidae. Loài này được Fitch mô tả khoa học đầu tiên năm 1934.